# Gissey-sur-Ouche
Gissey-sur-Ouche település Franciaországban, Côte-d’Or megyében. Lakosainak száma 357 fő (2022. január 1.). Gissey-sur-Ouche Sainte-Marie-sur-Ouche, Barbirey-sur-Ouche, Saint-Victor-sur-Ouche, Agey, Arcey és Gergueil községekkel határos.

## Népesség
A település népességének változása:
| Lakosok száma | 149  | 211  | 290  | 364  | 353  | 355  | 354  | 354  | 354  | 357  |
|               | 1968 | 1982 | 1990 | 2006 | 2013 | 2015 | 2017 | 2019 | 2020 | 2022 |